# 打越忠夫
打越 忠夫（うちこし ただお、1965年10月30日 - ）は、日本の陸上競技選手。専門はマラソン。水戸農業高等学校、順天堂大学卒業。

## 人物・来歴
順大在学中は1988年の第64回箱根駅伝で3区区間賞を取り、この年の完全優勝に貢献した。
1988年大学卒業後雪印乳業に入社した。1992年北海道マラソンは日本人トップの成績となる2位、1993年のシュトゥットガルト世界選手権は5位入賞し日本人トップであった。1993年東京国際マラソン6位入賞などの戦績を残した。フルマラソンのベストタイムは1994年ロッテルダムマラソンの2時間12分52秒。
従来の練習に加えて、ゴルフや水泳などを取り入れるなど、ユニークなトレーニング方法をとったことでも知られている。
2003年1月よりJR東日本ランニングチームのコーチを務めている。

## マラソン全成績
- 1991年 アムステルダムマラソン 2位 2時間13分52秒
- 1992年 北海道マラソン 2位 2時間18分40秒
- 1993年 福岡国際マラソン 6位 2時間13分45秒
- 1993年 世界選手権 5位 2時間17分54秒
- 1994年 ロッテルダムマラソン 8位 2時間12分52秒 8位
- 1994年 福岡国際マラソン 途中棄権
- 1995年 ロッテルダムマラソン 11位 2時間15分20秒
- 1996年 東京国際マラソン 36位 2時間20分51秒
- 1996年 札幌マラソン 7位 2時間20分12秒
- 1996年 福岡国際マラソン 49位 2時間25分43秒